# Tomáš Zahradníček
Tomáš Zahradníček (11 agosto 1993) è un calciatore ceco, centrocampista del Sigma Olomouc.

## Statistiche

### Presenze e reti nei club
Statistiche aggiornate all'8 settembre 2020.
| Stagione             | Squadra              | Campionato           | Campionato | Campionato | Coppe nazionali | Coppe nazionali | Coppe nazionali | Coppe europee | Coppe europee | Coppe europee | Altre coppe | Altre coppe | Altre coppe | Totale | Totale |
| Stagione             | Squadra              | Comp                 | Pres       | Reti       | Comp            | Pres            | Reti            | Comp          | Pres          | Reti          | Comp        | Pres        | Reti        | Pres   | Reti   |
| -------------------- | -------------------- | -------------------- | ---------- | ---------- | --------------- | --------------- | --------------- | ------------- | ------------- | ------------- | ----------- | ----------- | ----------- | ------ | ------ |
| 2013-2014            | Sigma Olomouc        | 1L                   | 13         | 2          | MC              | 1               | 0               | -             | -             | -             | -           | -           | -           | 14     | 2      |
| 2014-2015            | Sigma Olomouc        | 2L                   | 29         | 3          | MC              | 2               | 0               | -             | -             | -             | -           | -           | -           | 31     | 3      |
| 2015-2016            | Sigma Olomouc        | 1L                   | 11         | 0          | MC              | 4               | 0               | -             | -             | -             | -           | -           | -           | 15     | 0      |
| 2016-2017            | Sigma Olomouc        | 2L                   | 26         | 2          | MC              | 2               | 3               | -             | -             | -             | -           | -           | -           | 28     | 5      |
| 2017-2018            | Sigma Olomouc        | 1L                   | 30         | 3          | MC              | 3               | 0               | -             | -             | -             | -           | -           | -           | 33     | 3      |
| 2018-2019            | Sigma Olomouc        | 1L                   | 28+2       | 2          | MC              | 2               | 0               | UEL           | 4             | 0             | -           | -           | -           | 36     | 2      |
| 2019-2020            | Sigma Olomouc        | 1L                   | 25         | 1          | MC              | 4               | 0               | -             | -             | -             | -           | -           | -           | 29     | 1      |
| 2020-2021            | Sigma Olomouc        | 1L                   | 2          | 0          | MC              | 0               | 0               | -             | -             | -             | -           | -           | -           | 2      | 0      |
| Totale Sigma Olomouc | Totale Sigma Olomouc | Totale Sigma Olomouc | 164+2      | 13         |                 | 18              | 3               |               | 4             | 0             |             | -           | -           | 186    | 16     |
| Totale carriera      | Totale carriera      | Totale carriera      | 164+2      | 13         |                 | 18              | 3               |               | 4             | 0             |             | -           | -           | 186    | 16     |